# عبر الماء (يريم)

تعديل مصدري - تعديل

عبر الماء هي إحدى قرى عزلة خودان بمديرية يريم التابعة لمحافظة إب، بلغ تعداد سكانها 289 نسمة حسب تعداد اليمن لعام 2004.